# テレビの友チャンネル Gガイド for Wii
『テレビの友チャンネル Gガイド for Wii』（テレビのともチャンネル ジーガイド フォー ウィー）とは、電子番組ガイド（EPG）を閲覧するWiiチャンネルである。2008年3月4日に配信が開始され、2011年7月24日12:00に地上アナログ放送終了に合わせて配信及びサービスを終了した。

## 概要
テレビ番組表を見るだけでなく、キーワードを入力して検索したり、ジャンルや出演者別で番組を検索したり、様々な表示方法を選択して見たりすることも出来た。なお、他の電子番組ガイドには無い、このチャンネルならではの機能もあった。番組情報はGガイドを提供しているIPG社が提供していた。
またこのチャンネルを起動している間、Wiiリモコンをテレビのリモコンとして使うことも出来た（テレビリモコン信号はWiiのセンサーバーから送出）。ただし設定が必要で、全てのテレビ機種に対応するものではない。
1つの地域しか設定出来ないため、ケーブルテレビの区域外再放送や直接受信による区域外受信などを行なっている場合、受信出来る全ての地上波の放送局をカバー出来ない場合もあった。

## 機能
- テレビ番組表の確認
- Wiiリモコンをテレビのリモコンとして使う
- 友達とデータを共有
  - スタンプのデータを友達と共有することができる。

なお、データはWiiConnect24で自動取得していた。